# Quatre Visages
La Quatre Visages, op. 238, sont une œuvre de musique de chambre en duo pour alto et piano de Darius Milhaud composée en 1943.

## Présentation
Commande de l'altiste du Quatuor Pro Arte Germain Prévost, les Quatre Visages pour alto et piano sont composés à Mills College entre le 16 novembre et le 1er décembre 1943,.
Dédiée à Prévost, l'œuvre est créée par le dédicataire à l'alto et Gunnar Johansen au piano en janvier 1944 à l'Université du Wisconsin à Madison,.

## Structure
Les Visages, « série de petits tableaux de caractère » d'une durée moyenne d'exécution de neuf minutes environ, consistent en quatre portraits musicaux, :
1. La Californienne ;
2. The Wisconsonian, ou Wisconsinian[1] (La Wisconsinienne[5]), mouvement dans lequel la tonalité principale de do majeur « est constamment mise en relation avec une gamme mineure naturelle à l'alto (mes. 5) et une gamme de blues en do avec mi bémol et si bémol (mes. 5 et 6 au piano)[6] ».
3. La Bruxelloise, où l'on entend quelques notes de La Brabançonne[7] ;
4. La Parisienne.

La partition est publiée par Heugel,. Dans le catalogue des œuvres de Darius Milhaud, les Quatre Visages portent le numéro d'opus 238,.

## Discographie sélective
- Milhaud: Chamber Music with Viola, Paul Cortese (alto) et Michel Wagemans (piano), ASV Records (en) CD DCA1039, 1998[8].
- Milhaud: Complete Violin Sonatas; Complete Viola Sonatas, Gran Duo Italiano (Mauro Tortorelli, violon et alto, Angela Meluso, piano), Brilliant Classics 95232, 2016.